# Martinus Vadovius

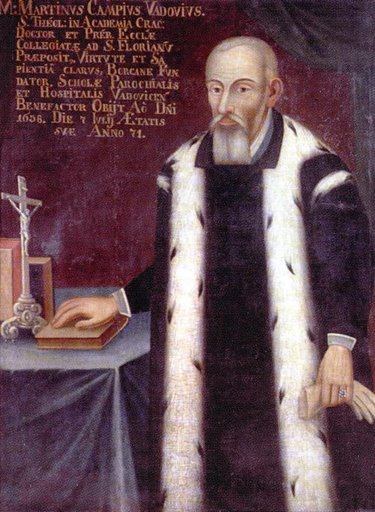
Martinus Vadovius

Martinus Vadovius Campinus (polnisch Marcin Wadowita, auch Jan Wadowita) (* 1567 in Wadowice; † 1641 in Krakau) war ein polnischer Theologe und Philosoph.
Vadovius der in Rom studiert hatte, war Propst der Florianskirche in Krakau und wurde Dekan der dortigen Jagiellonen-Universität.